# Abmessungen
Mit Abmessungen werden in der Regel die relevanten, kennzeichnenden Längenmaße eines Gegenstandes benannt.
Insbesondere in der Logistik und im Speditions-Gewerbe ist die Kenntnis der Abmessungen sehr wichtig, um die Beladung von Eisenbahn-Waggons, Containern, LKW und Schiffen planen und buchen zu können. Auch in allen Ingenieurwissenschaften, der Architektur, der Fertigungstechnik und mehr spielt die Planung und Handhabung von Abmessungen eine wichtige Rolle.
Werden Bauteile ineinander geschoben, entscheiden die Abmessungen unter Berücksichtigung eines eventuellen Abmaß über die Passung, d. h. über den Sitz mit Spiel oder Klemmung.
Es gibt in der deutschen Sprache keine exakt definierende allgemein gültige Norm, in welcher Reihenfolge und mit welcher Bezeichnung die Maße dreidimensionaler Objekte anzugeben sind. Die Bezeichnungen unterscheiden sich sprachlich in den Regionen Deutschlands. Es gibt aber (Quasi-)Festlegungen für Spezialbereiche. So beispielsweise:
- Quaderförmige Objekte, welche keine eindeutige Zuordnung der Maße zur Senkrechten erlauben, wie z. B. Pakete, wird der Angabe Länge (L) × Breite (B) × Höhe (H) meistens die größte, mittlere und kleinste Abmessung zugeordnet.
- Bei quaderförmigen Objekten, welche sowohl eine eindeutige Höhe, als auch eine eindeutige üblicherweise dem Betrachter zugewandte Seite haben, wie z. B. Schränke, wird die vom Betrachter weggerichtete horizontale Abmessung i. d. R. Tiefe (T) und die andere horizontale Abmessung quer zur Betrachtung Breite (B) genannt. Hier ist die übliche Angabe Breite (B) × Höhe (H) × Tiefe (T).
- Bei quaderförmigen Objekten, welche eine eindeutige Zuordnung einer Abmessung zur Senkrechten (Höhe) haben, wie z. B. Transportbehälter, wird diese stets zuletzt gelistet. Die anderen sind von der Art des Behälters abhängig. Beim 40-Fuß-ISO-Container bezeichnet 40 Fuß die Länge des Behälters (Breite 8 Fuß, Höhe 8,5 Fuß).
- Bei (annähernd) zylindrischen Objekten erfolgt die Angabe üblicherweise in Länge und Durchmesser, wenn die Lage unbestimmt oder mit horizontaler Mittelachse ist (z. B. Druckbehälter) oder Durchmesser × Höhe, wenn die Lage mit senkrechter Achse üblich ist (Silo etc.)
- Landformen und andere geographische Objekte: Nord-Süd- und Ost-West-Ausdehnung (zwischen zwei Längengraden und zwei Breitengraden), maximale Ausdehnung (Luftlinie zwischen den beiden am weitesten voneinander entfernten Grenzpunkten), ggf. Länge einer „kurvigen Strecke“ (Flusslauf, Kamm- oder gedachte Mittellinie eines Gebirges)
- Auto: Länge, Breite, Höhe, Radstand, Spurweite
- Schiff: Schiffsmaße
- Kugellager: Innendurchmesser, Außendurchmesser, Breite
- Schrauben: Durchmesser, Länge, Gewindelänge; eventuell: Gewindesteigung
- Profileisen, z. B. L-Profil: erste Außenkante × zweite Außenkante × Materialstärke ( × Länge, bei Zuschneidung). Dies ist in einer Norm festgelegt.

Bei zweidimensionalen Objekten gibt es individuelle Gepflogenheiten:
- Papiermaße: Breite × Höhe. 210 mm × 297 mm bedeutet DIN A4 Hochformat und 297 mm × 210 mm bedeutet A4 Querformat.